# Бланка Валуа
Бланка Валуа (1317—1348) — королева-консорт Німеччини та Богемії після її одруження з королем та майбутнім імператором Священної Римської імперії Карлом Люксембургом. Була меншою дочкою Карла де Валуа та сестрою першого короля Франції з династії Валуа — Філіпа VI.

## Біографія

### Дитинство
Народилася у шлюбі графа Валуа Карла І та його третьої дружини Матильди де Шатільйон.
Бланка росла при дворі французького короля Карла IV, її двоюрідного брата. Вона багато часу проводила з його дружиною — Марією, що була тіткою її майбутнього чоловіка.
Заручини між Бланкою та Карлом Люксембургом, старшим сином Іоанна Богемського, відбулися 1323 року.

### Шлюб
В травні 1329 року в Празі Бланка та Карл одружилися. Перші кілька років після цього вони жили окремо, оскільки тоді їм було по 13 років. Подружжя почало жити разом в 1334 році, коли їм було по 17-18 років. 12 червня Бланка в'їхала до Праги. Вона швидко вивчила німецьку та чеську мови. Першою дитиною подружжя був син, що невдовзі після народження помер.
Бланка була близькою подругою з мачухою Карла Беатріче. Вони легко спілкувалися, оскільки для обох була рідною мовою французька.  
Бланка зазнавала тиску з боку свого тестя, Іоанна, оскільки не народила сина — тільки того, що помер, — а лише дочку Маргариту. Через це вона переїхала до Брно. У 1342 році  Бланка народила дочку Катерину.
Іоанн загинув у битві при Кресі 1346 р., тому Карла обрали королем Богемії, а Бланка стала королевою-консортом. Наступного 1347 року Карл та Бланка стали ще королем та королевою Німеччини.

### Смерть
Бланка померла 1 серпня 1348 року в Празі після короткої хвороби у віці 32 років. Для Карла Люксембурзького як політика це була важка втрата: розірвані стосунки з Францією, а дружина не народила спадкоємця. Похована Бланка у замку св. Віта в Празі.

## Діти
- Маргарита Богемська (1335—1349), перша дружина Людовика Угорського[5].
- Катерина Богемська (1342—1395), дружина Рудольфа IV Австрійського[6], пізніше — Оттона V Баварського.